# Francisco Henríquez de Zubiría
|  | Aquest article tracta sobre un esportista que estira la corda. Si cerqueu el jugador de rugbi, vegeu «Constantin Henriquez». |

Francisco Henríquez de Zubiría (Colòmbia, 1869 – 1933) va ser un esportista colombià de naixement i francès d'adopció que va competir a cavall del segle xix i el segle xx. El 1900 va prendre part en els Jocs Olímpics de París en la prova del joc d'estirar la corda, en què guanyà la medalla de plata formant part de l'equip francès.